# Refat Čubarov
Refat Čubarov (krymskotatarsky: Refat Abdurahman oğlu Çubarov; * 22. září 1957, Samarkand, Uzbecká SSR, Sovětský svaz) je vůdce Krymských Tatarů. Od roku 2013 předseda Medžlisu Krymských Tatarů, v letech 1998 až 2007 byl poslancem ukrajinského parlamentu. V červnu roku 2014 mu byl zakázán vstup na území Ruské federace.

## Vyznamenání
- Řád za zásluhy II. třídy – Ukrajina, 22. srpna 2002 – udělil prezident Leonid Kučma za významný osobní přínos k budování státu a za mnoho let tvrdé práce a vysoké profesionality[2]
- Řád za zásluhy I. třídy – Ukrajina, 23. srpna 2005 – udělil prezident Viktor Juščenko za významný osobní přínos v sociálněekonomické oblasti, za vědeckých a kulturní rozvoj Ukrajiny, za významné pracovní úspěchy a za aktivní veřejnou činnost[3]
- Řád knížete Jaroslava Moudrého IV. třídy – Ukrajina, 23. června 2009 – udělil prezident Viktor Juščenko za významný osobní přínos k rozvoji ústavních principů ukrajinské státnosti a za mnoholetou těžkou práci, vysokou profesionalitu v ochraně ústavních lidských práv a svobod[4]
- Řád knížete Jaroslava Moudrého V. třídy – Ukrajina, 20. září 2007 – udělil prezident Viktor Juščenko za mimořádný osobní přínos při budování státu a za mnoho let plodné společensko-politické činnosti[5]
- Řád svobody – Ukrajina, 21. ledna 2017 – udělil prezident Petro Porošenko za významný osobní přínos pro budování státu, socioekonomický, vědecký, technický, kulturní a vzdělávací rozvoj, za upevnění ukrajinské společnosti a za mnoho let svědomité práce[6]